# 1912年オーストラレーシアン選手権
1912年 オーストラレーシアン選手権（1912ねんオーストラレーシアンせんしゅけん、1912 Australasian Championships）に関する記事。ニュージーランド・ヘイスティングスにて開催。

## 大会の流れ
- 1906年以来6年ぶり2度目のニュージーランド開催大会。オーストラリアの選手は、誰もニュージーランドに遠征しなかったため、地元ニュージーランド勢とイギリス諸島からの4名の選手で優勝を争った。
- 1921年まで、全豪選手権の実施競技は男子シングルス・男子ダブルスの2部門のみであった。女子競技の3部門（女子シングルス・女子ダブルス・混合ダブルス）が増設されるのは、1922年からである。
- 初期の全豪選手権のように、外国人出場者が少なかった時期は、地元オーストラリア人選手の国旗表示を省略する。

## 大会経過

### 男子シングルス
準々決勝
- ジェームズ・パーク vs.  ジェフ・オリバー　6-4, 6-1, 8-6
- R・スワントソン vs.  W・ピアース　6-2, 6-1, 6-2
- アルフレッド・ビーミッシュ vs.  チャールズ・ディクソン　4-6, 3-6, 6-2, 7-5, 6-1
- H・ブラウン vs.  R・ハーマン　6-4, 6-1, 6-3

準決勝
- ジェームズ・パーク vs.  R・スワントソン　6-2, 6-2, 6-3
- アルフレッド・ビーミッシュ vs.  H・ブラウン　6-1, 6-1, 6-2

## 決勝戦の結果
- 男子シングルス： ジェームズ・パーク vs.  アルフレッド・ビーミッシュ　3-6, 6-3, 1-6, 6-1, 7-5
- 男子ダブルス： ジェームズ・パーク＆ チャールズ・ディクソン vs.  アルフレッド・ビーミッシュ＆ ゴードン・ロウ　6-4, 6-4, 6-2